# Södra Närkes domsaga
Södra Närkes domsaga var en domsaga i Örebro län. Den bildades 1680 och uppgick 1810 i Västernärkes domsaga med en del till Östernärkes domsaga. I perioden 1774 till 1784 var två härader utbruten till en egen domsaga.
Domsagan lydde under Svea hovrätt.

## Härader
- Edsbergs härad
- Hardemo härad
- Grimstens härad
- Sundbo härad
- Kumla härad
- Sköllersta härad före 1774 och från 1784
- Askers härad före 1774 och från 1784

## Tingslag
- Edsbergs tingslag
- Grimstens tingslag
- Kumla tingslag
- Sundbo tingslag
- Hardemo tingslag
- Askers tingslag före 1774 och från 1784
- Sköllersta tingslag före 1774 och från 1784

## Häradshövdingar
- 1680–1681 Johan Fitinghoff
- 1681–1694 Anders Low
- 1694–1724 Johan Fägerstierna
- 1724–1747 Lars Stockenström
- 1747–1774 Carl Casper Gyllenbååt
- 1774–1808 Carl Bergenskjöld